# J. Eddie Peck
John Edward Peck, lepiej znany jako J. Eddie Peck (ur. 10 października 1958 r. w Lynchburg, w stanie Wirginia) – amerykański aktor filmowy i telewizyjny.
Po ukończeniu Joplin Parkwood High School w 1976r., uczęszczał do Missouri Southern State University.
W 1989 r. poślubił Sonyę Zazę. Mają dwóch synów: Austin i Daltona.

## Filmografia

### Filmy fabularne
- 1986: Niebezpiecznie blisko (Dangerously Close) jako Danny Lennox
- 1990: Lambada jako Kevin 'Blade' Laird
- 1992: Jedziemy do babci (To Grandmother’s House We Go) jako Eddie Popko (dostawca)
- 2001: Cena miłości (Blind Heat) jako Victor

### Seriale TV
- 1984: Dni naszego życia (Days of Our Lives) jako Rick
- 1986: Zdrówko (Cheers) jako Lance Apollonaire
- 1986: Nieustraszony (Knight Rider) jako Erik Whitby
- 1986: Napisała: Morderstwo (Murder, She Wrote) jako Coby Russell
- 1987: Autostrada do nieba (Highway to Heaven) jako Richard Davies
- 1988-89: Dynastia (Dynasty) jako Roger Grimes
- 1989: Dallas jako Tommy McKay
- 1991: Mroczna sprawiedliwość (Dark Justice) jako Danny Sicani
- 1991-92: Dni naszego życia (Days of Our Lives) jako Howard Alston 'Hawk' Hawkins, III
- 1993-99: Żar młodości (The Young and the Restless) jako Cole Howard
- 2000-2003: Wszystkie moje dzieci (All My Children) jako dr Joseph 'Jake' Martin Jr. #5
- 2006-2008: Kyle XY jako Adam Baylin / Adam Bailyn
- 2008: Just Jordan jako Coach